# Surf Nicaragua
Surf Nicaragua è un EP dei Sacred Reich, band thrash metal proveniente dall'Arizona. È stato pubblicato nell'ottobre del 1988 sotto l'etichetta Metal Blade Records ed è il successivo dopo il loro primo album, Ignorance, pubblicato l'anno precedente.
L'EP contiene una versione cover di War Pigs, canzone originale dei Black Sabbath. Questa stessa cover comparirà anche nel successivo EP della band, Alive at the Dynamo, in versione live. La Metal Blade Records ha ristampato l'EP con due bonus tracks registrate in live nel 1995. La canzone Surf Nicaragua contiene una parte della canzone Wipe Out, originariamente incisa dai The Surfaris, così come la parte di batteria del tema della serie televisiva Hawaii Squadra Cinque Zero.
La band nu metal, Soulfly, ha reinterpretato la canzone One Nation sul loro album uscito nel 2002, 3.

## Tracce
1. "Surf Nicaragua" (Phil Rind)– 4:39
2. "One Nation" (Rind, Wiley Arnett) – 3:24
3. "War Pigs" (Black Sabbath) – 6:07
4. "Draining You of Life" (Rind) – 3:18

- Tracce Bonus Inserite nella Ristampa
  - "Ignorance (Live)" (Rind) – 4:04
  - "Death Squad (Live)" (Rind) – 4:31

## Componenti
- Phil Rind – Voce, Basso
- Wiley Arnett – Chitarra
- Jason Rainey – Chitarra
- Greg Hall – Batteria
- Prodotto da Bill Metoyer e Sacred Reich
- Copertina creata da Paul Stottler